# العلاقات الصومالية السيشلية
العلاقات الصومالية السيشلية هي العلاقات الثنائية التي تجمع بين الصومال وسيشل.

## مقارنة بين البلدين
هذه مقارنة عامة ومرجعية للدولتين:
| وجه المقارنة                                              | الصومال                        | سيشل                                                |
| --------------------------------------------------------- | ------------------------------ | --------------------------------------------------- |
| المساحة (كم2)                                             | 637.66 ألف                     | 459                                                 |
| عدد السكان (نسمة)                                         | 14.74 مليون                    | 95.84 ألف                                           |
| الكثافة السكانية (ن./كم²)                                 | 23.12                          | 20.88 ألف                                           |
| العاصمة                                                   | مقديشو                         | فيكتوريا                                            |
| اللغة الرسمية                                             | اللغة الصومالية، اللغة العربية | لغة فرنسية، لغة إنجليزية، اللغة الكريولية السيشيلية |
| العملة                                                    | شلن صومالي                     | روبية سيشلية                                        |
| الناتج المحلي الإجمالي (بليون دولار)                      | 7.37 مليار                     | 1.49 مليار                                          |
| الناتج المحلي الإجمالي (تعادل القوة الشرائية) بليون دولار |                                | 2.54 مليار                                          |
| الناتج المحلي الإجمالي الاسمي للفرد دولار أمريكي          | 549                            | 15.48 ألف                                           |
| الناتج المحلي الإجمالي للفرد دولار أمريكي                 |                                | 26.42 ألف                                           |
| مؤشر التنمية البشرية                                      |                                | 0.772                                               |
| رمز المكالمات الدولي                                      | +252                           | +248                                                |
| رمز الإنترنت                                              | .so                            | .sc                                                 |
| المنطقة الزمنية                                           | ت ع م+03:00                    | ت ع م+04:00                                         |

## منظمات دولية مشتركة
يشترك البلدان في عضوية مجموعة من المنظمات الدولية، منها:
| علم المنظمة | اسم المنظمة                                 | تاريخ انضمام الصومال | تاريخ انضمام سيشل |
| ----------- | ------------------------------------------- | -------------------- | ----------------- |
|             | يونسكو                                      | 15 نوفمبر 1960       | 18 أكتوبر 1976    |
|             | الأمم المتحدة                               | 20 سبتمبر 1960       | 21 سبتمبر 1976    |
|             | مجموعة دول أفريقيا والكاريبي والمحيط الهادئ | ?                    | ?                 |
|             | الفريق المعني برصد الأرض                    | ?                    | ?                 |
|             | الاتحاد البريدي العالمي                     | ?                    | ?                 |
|             | البنك الدولي للإنشاء والتعمير               | 31 أغسطس 1962        | 29 سبتمبر 1980    |
|             | الاتحاد الدولي للاتصالات                    | 28 سبتمبر 1962       | 17 سبتمبر 1999    |
|             | منظمة حظر الأسلحة الكيميائية                | ?                    | 29 أبريل 1997     |
|             | مؤسسة التمويل الدولية                       | 31 أغسطس 1962        | 11 يونيو 1981     |
|             | المركز الدولي لتسوية المنازعات الاستشارية   | 30 مارس 1968         | 19 أبريل 1978     |
|             | منظمة الشرطة الجنائية الدولية               | ?                    | 1 سبتمبر 1977     |
|             | الاتحاد الأفريقي                            | ?                    | ?                 |
|             | البنك الإفريقي للتنمية                      | ?                    | ?                 |

## وصلات خارجية
- موقع وزارة الخارجية الصومالية
- موقع وزارة الخارجية السيشلية